# 충주 평씨
충주 평씨(忠州 平氏)는 충청북도 충주시를 본관으로 하는 한국의 성씨이다. 시조 평우성(平友聖)은 조선 선조 때의 사람이다. 평우성(平友聖)의 아들 평종현이 호조판서를 지냈다.

## 시조
시조 평우성(平友聖)은 조선 선조 때의 사람이다. 평우성의 묘는 인천광역시 미추홀구 서창동에 있다. 평우성(平友聖)의 아들 평종현이 호조판서를 지냈다.

## 인물
조선시대 충주 평씨를 빛낸 인물로는 절충장군(정3품 당상관의 무관 벼슬)을 역임한 평귀욱과 부사과를 역임한 평왕손(7세손), 주부 평경신(8세손)등이 있다.
- 평종현(平宗鉉) : 조선 때 호조판서
- 평귀욱(平貴郁) : 조선 때 절충장군
- 평유행(平有行) : 가의대부(嘉義大夫, 종2품 문관)
- 평승룡(平承龍) : 전력부위(展力副尉, 종9품 무관)

## 과거 급제자
충주 평씨는 조선시대 무과 급제자 3명을 배출하였다.
- 평상립(平尙立, 1658년~?) : 조선 숙종(肅宗) 33년(1707년) 정해(丁亥) 별시(別試) 병과(丙科). 아버지는 전력부위(展力副尉) 평승룡(平承龍)[2]
- 평상원(平尙元, 1667년~?) : 조선 숙종(肅宗) 39년(1713년) 계사(癸巳) 증광시(增廣試) 병과(丙科)[3]
- 평경신(平景臣, 1779년~?) : 조선 순조(純祖) 9년(1809년) 기사(己巳) 증광시(增廣試) 병과(丙科). 아버지는 가의대부(嘉義大夫) 평유행(平有行)[4]

## 본관
충주(忠州)는 충청북도 북부에 위치하는 지명이다. BC 3∼4세기에는 마한에 속하였다. 그 뒤 마한이 백제에 병합되었으나, 다시 고구려에 속해 475년(고구려 장수왕 63) 국원성(國原城)이라 하였다. 557년(신라 진흥왕 18) 국원소경(國原小京)이라 하였고, 757년(경덕왕 16) 중원소경(中原小京)이라 개칭하였다. 940년(고려 태조 23) 충주라 개칭하였고, 983년(성종 2) 충주목(忠州牧)이라고 하였다. 995년(성종 14) 창화군(昌化軍)으로 바꾸고 절도사(節度使)를 파견하여 중원도(中原道)에 속하게 하였다. 1012년(현종 3)에 안무사로 바뀌었다가 1018년에 전국의 8개 목 중 하나가 설치되어 양광도(楊廣道)에 소속되었다. 1254년(고종 41)에 국원경(國原京)으로 승격되었다가 뒤에 다시 목으로 환원되었으며 1310년(충선왕 2)에는 충주로 강등되었다. 1356년(공민왕 5)에 다시 충주목이 되었다. 1395년(태조 4) 충청도관찰사를 두었으며, 명종‧광해군‧인조‧숙종‧영조 등 여러 시기에 모반 등으로 인해 유신현(維新縣) 또는 충원현(忠原縣)으로 개칭되면서 현으로 강등되기도 하였다. 1895년(고종 32) 지방제도 개정으로 충주부 충주군이 되었다가, 1896년에 13도제 실시로 충주부가 폐지되었고 충청북도의 도청소재지가 되었다. 1908년(순종 2) 도청을 청주로 이전시키고 군수를 두었다. 1917년 충주군 읍내면이 충주면으로 개칭되었고, 1956년 7월 충주읍이 시로 승격되면서 나머지 지역은 중원군으로 분리되었다. 1995년 충주시와 중원군이 통합하여 충주시가 되었다.

## 고려 왕실과의 인척 관계
헌목대부인 평씨(獻穆大夫人 平氏)는 고려 태조의 제7비이다. 경주 사람으로 좌윤(佐尹) 평준(平俊)의 딸이다.